# Arpașu de Jos
Arpașu de Jos (en hongrois : Alsóárpás) est une commune du județ de Sibiu en Roumanie.